# Бессловесная жертва
«Бесслове́сная же́ртва» — кинофильм 1993 года режиссёра и продюсера Менахема Голана.

## Сюжет
Бонни Джексон и Джед Джексон живут в небольшом городке Ньюнан в штате Джорджия. Джед нередко избивает жену. После очередной ссоры Бонни принимает смертельную дозу таблеток. Её саму удалось спасти, однако выясняется, что Бонни была беременна и ребёнок погиб. Узнав об этом, Джед подаёт на жену в суд за предумышленное убийство.